# Mouth & MacNeal
Mouth & MacNeal est un duo néerlandais composé de Willem Duyn (it), également connu sous le nom de scène « Big Mouth », et Maggie MacNeal (de son vrai nom Sjoukje van 't Spijker). Le duo s'est formé en 1971 avant de se séparer en 1974.
Le duo est connu pour ses succès internationaux dont, entre autres, How Do You Do (en) et Hello-A (nl) ainsi que sa participation au Concours Eurovision de la chanson 1974 pour les Pays-Bas avec la chanson I See a Star.

## Discographie

### Albums

#### Albums studio
- 1972 : Hello
- 1972 : Mouth & MacNeal
- 1972 : How Do You Do?
- 1972 : Hello and Thank You
- 1972 : Mouth & MacNeal II
- 1973 : Pocketful of Hits

#### Compilations
- Ik zie een ster (1974, 33 tours/K7)
- I See a Star (1974, 33 tours/K7)
- The Singles (1995, CD)
- How Do You Do (1999, CD)
- Absolutely the Best (2000, CD)
- The Singles + (2001, double CD)

### Singles
| Année                                                                                     | Single                         | Classement hebdomadaire | Classement hebdomadaire | Classement hebdomadaire | Classement hebdomadaire | Classement hebdomadaire | Classement hebdomadaire | Classement hebdomadaire | Classement hebdomadaire | Classement hebdomadaire | Classement hebdomadaire | Classement hebdomadaire | Album               |
| Année                                                                                     | Single                         | [ 1 ]                   | (Fl.)                   | (Wa.)                   | [ 4 ]                   | [ 5 ]                   | [ 6 ]                   | [ 7 ]                   | [ 8 ]                   | [ 9 ]                   | [ 10 ]                  | [ 11 ]                  | Album               |
| ----------------------------------------------------------------------------------------- | ------------------------------ | ----------------------- | ----------------------- | ----------------------- | ----------------------- | ----------------------- | ----------------------- | ----------------------- | ----------------------- | ----------------------- | ----------------------- | ----------------------- | ------------------- |
| 1971                                                                                      | Hey You Love                   | 3                       | —                       | —                       | —                       | —                       | 87                      | —                       | —                       | —                       | —                       | —                       | How Do You Do?      |
| 1971                                                                                      | How Do You Do (en)             | 1                       | 1                       | 1                       | 5                       | 4                       | 8                       | 1                       | —                       | —                       | —                       | —                       | How Do You Do?      |
| 1971                                                                                      | Hello-A (nl)                   | 1                       | 1                       | 1                       | 1                       | 67                      | —                       | 2                       | 13                      | 8                       | —                       | —                       | Hello and Thank You |
| 1972                                                                                      | You-Kou-La-Le-Lou-Pie          | 6                       | 7                       | 48                      | 15                      | —                       | —                       | —                       | —                       | —                       | —                       | —                       | Mouth & MacNeal II  |
| 1973                                                                                      | Battering Ram                  | 19                      | 22                      | —                       | —                       | —                       | —                       | —                       | —                       | —                       | —                       | —                       | Pocketful of Hits   |
| 1973                                                                                      | Minnie, Minnie                 | 11                      | 20                      | —                       | —                       | —                       | —                       | —                       | 17                      | —                       | —                       | —                       | Pocketful of Hits   |
| 1973                                                                                      | Do You Wanna Do It (nl)        | 18                      | 27                      | —                       | —                       | —                       | —                       | —                       | —                       | —                       | —                       | —                       | Pocketful of Hits   |
| 1974                                                                                      | We're Gonna Have a Party       | —                       | —                       | —                       | —                       | —                       | —                       | —                       | —                       | —                       | —                       | —                       | Single uniquement   |
| 1974                                                                                      | I See a Star / Ik zie een ster | 3                       | 4                       | 32                      | —                       | —                       | —                       | —                       | —                       | 3                       | 8                       | 1                       | Single uniquement   |
| 1974                                                                                      | Ah l'amore                     | 11                      | 28                      | —                       | —                       | —                       | —                       | —                       | —                       | —                       | —                       | —                       | Single uniquement   |
| « — » signifie que le single ne s'est pas classé ou n'est pas sorti dans le pays indiqué. |                                |                         |                         |                         |                         |                         |                         |                         |                         |                         |                         |                         |                     |